# Alfredo Lucero
Alfredo Orlando Lucero Sosa (* 8. Februar 1979 in San Luis) ist ein argentinischer Straßenradrennfahrer.
Alfredo Lucero gewann 2008 im argentinischen San Juan die sechste Etappe der Vuelta de San Juan. Im nächsten Jahr belegte er bei der Tour de San Luis auf dem zweiten Teilstück nach Mirardor del Potrero nach einem erfolgreichen Ausreißversuch den dritten Platz hinter dem Tagessieger Lucas Sebastián Haedo. Er übernahm gleichzeitig die Gesamtführung und konnte diese zusammen mit dem argentinischen Nationalteam erfolgreich bis zum Schluss verteidigen.
2011 war sein Dopingtest bei der Vuelta Ciclista de Chile positiv auf Stanozolol und er wurde für zwei Jahre gesperrt.

## Erfolge
2009
- Gesamtwertung Tour de San Luis

2013
- Mannschaftszeitfahren Vuelta a Bolivia

## Teams
- 2013 San Luis Somos Todos (ab 1. Juni)
- 2014 San Luis Somos Todos
- 2015 San Luis Somos Todos